# NGC 6814
NGC 6814 é uma galáxia espiral barrada (SBbc) localizada na direcção da constelação de Aquila. Possui uma declinação de -10° 19' 28" e uma ascensão recta de 19 horas, 42 minutos e 40,5 segundos.
A galáxia NGC 6814 foi descoberta em 2 de Agosto de 1788 por William Herschel.